# Sidero
Sidero (altgriechisch Σιδηρώ Sidērṓ, deutsch ‚die Eiserne‘) ist in der griechischen Mythologie die Stiefmutter der Tyro und Gattin des Salmoneus von Elis.
Als die unehelichen und ausgesetzten Söhne der Tyro, die Zwillinge Pelias und Neleus erwachsen wurden, fanden sie zur Mutter zurück. 
Pelias tötete jedoch Sidero, weil sie Tyro fortgesetzt schlecht und grausam behandelt hatte. Da er sie im Tempel der Hera, in den sie sich geflüchtet hatte, auf dem Altar ermordete, zog sich Pelias den unauslöschlichen Zorn der Göttermutter zu.